# Championnat d'Arménie de football 2021-2022
Navigation
Édition précédente Édition suivante
La saison 2021-2022 de Ligue supérieure est la 30e édition du Championnat d'Arménie de football. Lors de cette saison, le Alashkert Football Club tente de conserver son titre de champion d'Arménie. Trois places sont qualificatives pour les compétitions européennes, la quatrième place étant celle du vainqueur de la Coupe d'Arménie 2021-2022.
Le championnat est disputé par dix équipes qui s'affrontent quatre fois pour un total de 36 rencontres chacune afin de déterminer le classement final. Le vainqueur de la compétition est titré champion d'Arménie et se qualifie pour le premier tour qualificatif de la Ligue des champions 2022-2023 tandis que les deux autres premiers accèdent au premier tour de qualification de la Ligue Europa Conférence 2022-2023. À l'autre bout du classement, le dernier est relégué en deuxième division et l'avant-dernier se qualifie pour un barrage de relégation.
Après l'abandon du Gandzasar Kapan et du Lori FC lors de la saison précédente puis la relégation du Shirak FC, trois clubs ont été promus cette saison pour revenir à dix participants.

## Clubs participants
Légende des couleurs
- Premier tour de qualification de la Ligue des champions 2021-2022
- Premier tour de qualification de la Ligue Europa Conférence 2021-2022
- Promu de deuxième division 2020-2021

| Club              | Présent depuis | Classement 2020-2021 | Stade                                    | Capacité théorique |
| ----------------- | -------------- | -------------------- | ---------------------------------------- | ------------------ |
| Alashkert FC      | 2013           | 1er                  | Stade Alashkert                          | 6 800              |
| FC Noah           | 2018           | 2e                   | Stade Alashkert                          | 6 800              |
| Urartu Erevan     | 2001           | 3e                   | Stade Urartu                             | 4 860              |
| Ararat Erevan     | 2011           | 4e                   | Stade Républicain Vazgen-Sargsian        | 14 403             |
| FC Ararat-Armenia | 2018           | 5e                   | Stade de l'académie de football d'Erevan | 1 427              |
| FC Van            | 2020           | 6e                   | Stade municipal de Charentsavan          | 5 000              |
| FC Pyunik         | 2001           | 7e                   | Stade Républicain Vazgen-Sargsian        | 14 403             |
| Sevan FC (en)     | 2021           | 1er (D2)             | Stade Alashkert                          | 6 800              |
| BKMA Erevan (en)  | 2021           | 2e (D2)              | Acadénie de football de Vagharchapat     | 700                |
| Noravank SC       | 2021           | 3e (D2)              | Stade Arevik de Vayk                     | 1 000              |

- Le SC Noravank joue en début de saison au Stade municipal de Charentsavan puis dans son stade à Vayk après sa rénovation.

## Compétition
Les dix participants s'affrontent à trois reprises, dont au moins une fois à domicile et à l'extérieur, pour un total de 36 matchs chacun.

### Classement
Le classement est établi sur le barème de points classique (victoire à 3 points, match nul à 1, défaite à 0).
Pour départager les égalités, selon l'article 14.02 du règlement, on tient d'abord compte du nombre de points en confrontations directes, puis de la différence de buts en confrontations directes, puis du nombre de buts marqués en confrontations directes puis du nombre total de victoires, puis de la différence de buts générale, puis du plus petit nombre de cartons rouges, puis du plus petit nombre de cartons jaunes, puis du meilleur classement fair-play et enfin le cas échéant un tirage au sort.
| Rang | Équipe             | Pts | J  | G  | N  | P  | Bp | Bc | Diff |
| ---- | ------------------ | --- | -- | -- | -- | -- | -- | -- | ---- |
| 1    | FC Pyunik          | 75  | 32 | 23 | 6  | 3  | 52 | 25 | +27  |
| 2    | FC Ararat-Armenia  | 74  | 32 | 23 | 5  | 4  | 29 | 20 | +9   |
| 3    | Alashkert FC T S   | 51  | 32 | 14 | 9  | 9  | 38 | 30 | +8   |
| 4    | Ararat Erevan      | 46  | 32 | 13 | 7  | 12 | 47 | 36 | +11  |
| 5    | FC Urartu          | 40  | 32 | 9  | 13 | 10 | 37 | 31 | +6   |
| 6    | FC Noah            | 39  | 32 | 9  | 12 | 11 | 38 | 43 | -5   |
| 7    | Noravank SC P C    | 28  | 32 | 7  | 7  | 18 | 36 | 55 | -19  |
| 8    | FC Van             | 23  | 32 | 5  | 8  | 19 | 20 | 49 | -29  |
| 9    | BKMA Erevan (en) P | 18  | 32 | 4  | 6  | 22 | 25 | 60 | -35  |
| 10   | Sevan FC (en) P    | 0   | 0  | 0  | 0  | 0  | 0  | 0  | 0    |

1. ↑  Le Sevan FC est exclu de la compétition par la commission d'éthique de la fédération arménienne de football le 1er décembre 2021 après avoir déclaré forfait sans raison valable lors de deux matchs de suite contre Alashkert et le BKMA[2]. L'ensemble des résultats du club sont alors annulés.

Le Noravank SC, vainqueur de la Coupe d'Arménie en 2021-2022, n'obtient pas de licence UEFA. La place est donc redistribuée au championnat arménien.

### Résultats
| Résultats (▼dom., ►ext.)                                   | ALA | ARA | AAR | BKM | NOA | NOR | PYU | URA | VAN |
| Alashkert FC                                               |     | 1-0 | 0-3 | 2-1 | 0-0 | 0-0 | 1-4 | 2-1 | 0-2 |
| Ararat Erevan                                              | 3-2 |     | 0-1 | 3-2 | 7-1 | 3-2 | 0-1 | 2-0 | 1-0 |
| FC Ararat-Armenia                                          | 2-1 | 3-0 |     | 2-1 | 5-2 | 2-1 | 1-2 | 3-0 | 2-0 |
| BKMA Erevan                                                | 0-2 | 0-2 | 2-3 |     | 1-2 | 2-0 | 0-4 | 1-2 | 1-0 |
| FC Noah                                                    | 0-1 | 2-2 | 0-1 | 5-0 |     | 2-1 | 1-2 | 1-1 | 3-0 |
| Noravank SC                                                | 0-2 | 1-1 | 0-2 | 1-1 | 1-1 |     | 2-1 | 0-1 | 1-0 |
| FC Pyunik                                                  | 1-1 | 2-6 | 0-3 | 1-0 | 1-0 | 2-0 |     | 2-0 | 1-1 |
| FC Urartu                                                  | 1-1 | 1-1 | 0-0 | 5-0 | 0-1 | 3-0 | 0-2 |     | 1-0 |
| FC Van                                                     | 0-4 | 0-1 | 1-2 | 1-0 | 1-2 | 2-0 | 0-2 | 1-1 |     |
| - Victoire à domicile - Match nul - Victoire à l'extérieur |     |     |     |     |     |     |     |     |     |

| Résultats (▼dom., ►ext.)                                   | ALA | ARA | AAR | BKM | NOA | NOR | PYU | URA | VAN |
| Alashkert FC                                               |     | 2-1 | 0-1 | 3-1 | 0-2 | 3-0 | 1-1 | 1-1 | 2-0 |
| Ararat Erevan                                              | 0-1 |     | 0-1 | 1-2 | 1-1 | 4-0 | 1-2 | 0-0 | 1-1 |
| FC Ararat-Armenia                                          | 1-1 | 3-1 |     | 0-0 | 0-1 | 2-0 | 1-1 | 1-1 | 1-0 |
| BKMA Erevan                                                | 0-3 | 3-2 | 0-1 |     | 1-1 | 0-1 | 0-1 | 1-4 | 1-1 |
| FC Noah                                                    | 1-0 | 0-0 | 0-3 | 1-1 |     | 3-3 | 0-1 | 1-1 | 0-0 |
| Noravank SC                                                | 1-1 | 0-1 | 0-2 | 3-2 | 3-1 |     | 1-2 | 3-2 | 7-1 |
| FC Pyunik                                                  | 3-0 | 1-0 | 1-0 | 1-0 | 2-1 | 3-2 |     | 1-1 | 2-0 |
| FC Urartu                                                  | 0-0 | 1-2 | 1-2 | 1-0 | 2-2 | 1-1 | 0-1 |     | 2-0 |
| FC Van                                                     | 0-1 | 0-1 | 2-1 | 1-1 | 1-0 | 2-1 | 1-1 | 0-3 |     |
| - Victoire à domicile - Match nul - Victoire à l'extérieur |     |     |     |     |     |     |     |     |     |

## Bilan de la saison
| Championnat d'Arménie de football 2021-2022 |                       |
| Champion                                    | FC Pyunik (15e titre) |
| Dauphin                                     | FC Ararat-Armenia     |
| Coupes et trophées                          |                       |
| Vainqueur de la Coupe d'Arménie 2021-2022   | Noravank SC           |
| Vainqueur de la Supercoupe d'Arménie 2021   | Alashkert FC          |
| Qualifications continentales                |                       |
| Ligue des champions 2022-2023               | FC Pyunik             |
| Ligue Europa Conférence 2022-2023           | FC Ararat-Armenia     |
| Ligue Europa Conférence 2022-2023           | Alashkert FC          |
| Ligue Europa Conférence 2022-2023           | Ararat Erevan         |
| Promotions et relégations                   |                       |
| Promus en première division                 |                       |
| Relégués en deuxième division               | Sevan FC              |